# Potamal
Das Potamal (altgriechisch ποταμός „Fluss“) ist ein Fachbegriff der Limnologie und Hydrologie für den Unterlauf eines Fließgewässers (d. h. den Lebensraum Fluss). Die Lebensgemeinschaft des Potamals ist das Potamon. Oberhalb des Potamals befinden sich das Rhithral (Bachregion) und das Krenal (Quellregion).
Der Lebensraum des Potamals entspricht insgesamt drei Fischregionen: Barbenregion (auch Epipotamal genannt), Brachsenregion (auch Metapotamal genannt) und Kaulbarsch-Flunder-Region (der Bereich der Mündung ins Meer, auch Hypopotamal genannt).
Die jährliche Schwankung der Wassertemperatur beträgt in Mitteleuropa etwa 20 °C.

## Vegetation und Plankton
Im Epipotamal sind Wassertiefe und -trübung relativ gering, so dass sich eine Vielfalt an submersen, also meist untergetauchten Wasserpflanzen entwickeln kann. Diese sind hier natürlicherweise häufiger als im Rhithral, weil Flüsse durch die höhere Wasserspiegelbreite relativ mehr Licht erhalten als Bäche (makrophytenreiche Bäche können sich daher meist nur dann entwickeln, wenn die Ufergehölze gerodet worden sind).
Typische Pflanzenarten des Potamal sind die Großlaichkräuter der Gattung Potamogeton, vor allem Potamogeton nodosus, Spiegelndes Laichkraut (Potamogeton lucens) und Durchwachsenes Laichkraut (Potamogeton perfoliatus). Weitere typische Arten sind Gelbe Teichrose (Nuphar lutea), Einfacher Igelkolben (Sparganium emersum f. fluitans), Pfeilkraut (Sagittaria sagittifolia var. vallisnerifolia), Wasserhahnenfuß (Ranunculus sect. Batrachium, auch als Sammelart Ranunculus aquatilis agg.).
Diese Vegetationsstrukturen fehlen im sich anschließenden Metapotamal und im Hypopotamal weitgehend. Diese Flussabschnitte sind, ähnlich wie viele stehende Gewässer, durch Phytoplankton geprägt.

## Fauna

### Typische Tierarten
Zu den typischen Fischarten in den Bereichen Epipotamal, Metapotamal und Hypopotamal siehe Fischregion.
Typische Säugetierarten des Potamons sind Fischotter und Biber. Typisch als Brutvögel sind Uferschwalben – sie nisten in steilen, vom Wasser erodierten Uferabbrüchen – und Flussuferläufer.
Von den strömungsangepassten Wirbellosen (Makrozoobenthos) leben weniger Arten im Potamal als im Rhithral. Viele der im Potamal lebenden Arten sind aber hochspezialisiert und kommen ausschließlich in großen Flüssen vor. Durch die (historische und aktuelle) Verschmutzung der meisten großen Flüsse sind viele dieser Arten vom Aussterben bedroht.
Zu den typischen wirbellosen Arten des Potamals gehören:
- Muscheln: Flussmuscheln der Gattung Unio: Bachmuschel (Unio crassus), Malermuschel (Unio pictorum), Große Flussmuschel (Unio tumidus)
- Schnecken: Wasserschnecken der Gattung Viviparus und Theodoxus
- Krebstiere: Flussflohkrebs (Gammarus roeseli)
- Libellen: Flussjungfern der Gattung Gomphus: Gemeine Keiljungfer (Gomphus vulgatissimus), Asiatische Keiljungfer (Gomphus flavipes)
- Eintagsfliegen: Ephoron virgo, Heptagenia longicauda, Oligoneuriella rhenana, Palingenia longicauda, Potamanthus luteus, Prosopistoma pennigerum
- Steinfliegen: Isogenus nubecula, Marthamea vitripennis
- Köcherfliegen: Brachycentrus subnubilus, Hydropsyche bulgaromanorum

Diese Arten sollen nur beispielhaft für das Artenspektrum des Potamals stehen. Einige von ihnen sind heute in Deutschland ausgestorben oder vom Aussterben bedroht. Zumindest eine deutsche Köcherfliegenart des Potamals, Tobias-Köcherfliege (Hydropsyche tobiasi), ist offensichtlich als Spezies (weltweit) ausgestorben. Sie ist nur aus Museumsexemplaren, gesammelt am Mittelrhein, bekannt. Einige andere haben sich in den letzten Jahrzehnten durch verbesserte Gewässerqualität erholt, z. B. die Flussjungfern.
Neben spezialisierten Potamal-Arten leben im Potamal eine große Anzahl von Arten mit Verbreitungsschwerpunkt in Bachunterläufen (Hyporithral), weiterhin auch Arten stehender Gewässer und Süßwasser-Ubiquisten.

### Neozoen
Typisch für das Potamal ist auch eine besonders große Anzahl an Tierarten, die durch den Menschen eingeschleppt worden sind (Neozoen). Als mögliche Gründe dafür gelten:
- durch die starke Wasserverschmutzung der Vergangenheit waren viele Flüsse nahezu unbesiedelt, so dass alle neu hinzukommenden Arten gute Startchancen hatten
- durch den Bau von Kanälen über traditionelle Wasserscheiden hinweg (z. B. Rhein-Main-Donau Kanal) hatten viele Arten neue Verbreitungswege
- moderne Transportmechanismen verschleppen Arten über große Entfernungen. Wasserorganismen werden an Schiffe angeheftet oder im Ballastwasser transportiert. Manche Arten werden in Aquarien gehalten oder werden an Wasserpflanzen angeheftet verschleppt.

Das Makrozoobenthos des Mittelrheins bestand zeitweise zu über 90 % der Individuenanteile und zu über 30 % der Arten aus Neozoen.
Typische und im Potamal heute weit verbreitete neozoische Arten sind z. B.:
- Die Muschelarten der Gattung Corbicula (Körbchenmuscheln) und die Wandermuschel (Dreissena polymorpha).
- Die Neuseeländische Deckelschnecke (Potamopyrgus antipodarum)
- Der Kiemenwurm (Branchiura sowerbii)
- Schlickkrebse der Gattung Corophium, besonders Corophium curvispinum
- Großer Höckerflohkrebs (Dikerogammarus villosus) und andere Gammariden (z. B. Gammarus tigrinus, Echinogammarus spp., Obesogammarus spp.)
- Der Kamberkrebs (Orconectes limosus).
- Die Chinesische Wollhandkrabbe (Eriocheir sinensis)

### Massenflüge von Insekten
Einige typische Potamalarten sind durch Massenflüge auffällig: Dabei handelt es sich um den synchronisierten Schlupf vieler Millionen Individuen eines Flussabschnitts gleichzeitig, die dichtem Nebel ähneln und buchstäblich die Sonne verdunkeln können. Entsprechende Phänomene werden dann auch in der Tagespresse berichtet. Massenschlupf-Phänomene sind aus historischen Berichten bekannt. Teilweise waren die tot herunterfallenden Insekten derart zahlreich, dass sie an die Schweine verfüttert wurden. Anfang und Mitte des 20. Jahrhunderts waren sie wegen der biologischen Verödung zahlreicher mitteleuropäischer Flüsse nur noch aus Ost- und Südosteuropa bekannt; seit einigen Jahren auch wieder aus Mitteleuropa (Donau und Zuflüsse, Rhein).
Bekannt für Massenschlupf sind einige Arten der Eintagsfliegen (Ephoron virgo) und Köcherfliegen (Hydropsyche contubernalis, Brachycentrus subnubilus). Die Eintagsfliege Palingenia longicauda wurde wegen ihrer Massenflüge am ungarischen Donauzufluss Theiß „Theißblüte“ genannt.